# Porcula salvania
Porcula salvania (карликова свиня) є найрідкіснішим видом свиней у світі і єдиним видом у роду Porcula. Це також найменший вид свиней у світі. Ендемік Індії, карликова свиня є місцевим жителем алювіальних луків у передгір'ях Гімалаїв, на висоті до 300 м. Колись популяції карликових свиней були широко розповсюджені на високих, густих, вологих луках у вузькому поясі південних передгір'їв Гімалаїв від північно-західного Уттар-Прадешу до Ассаму, через південний Непал і Північну Бенгалію, і, можливо, поширювалися на суміжні середовища проживання в південному Бутані. Через втручання людини та знищення природного середовища існування карликових свиней вважалося, що вид вимер на початку 1960-х років. Однак у 1971 році невелику популяцію карликових свиней було знову виявлено, коли вони рятувалися від пожежі поблизу заповідника дикої природи Барнаді в Ассамі. Зараз єдина відома популяція карликових свиней проживає в національному парку Манас в Ассамі, Індія. Популяції загрожують випас худоби, пожежі та браконьєрство. За оцінками, чисельність популяції становить менше 250 дорослих особин, карликова свиня внесена до Червоної книги МСОП як вид, що перебуває під загрозою зникнення, і наразі вживаються заходи щодо збереження, такі як розведення в неволі та програми повторного випуску.

## Генетика
Проведений у 2007 році генетичний аналіз варіацій у трьох локусах мітохондріальної ДНК у поєднанні з ретельним статистичним тестуванням інших філогенетичних гіпотез підтвердив початкову класифікацію Ходжсона про те, що карликова свиня є окремим і відмінним від Sus родом. Ґрунтуючись на цьому генетичному аналізі та отриманих доказах, карликова свиня знову була перекласифікована як власний унікальний рід Porcula, який є сестринською лінією Sus.

## Характеристика

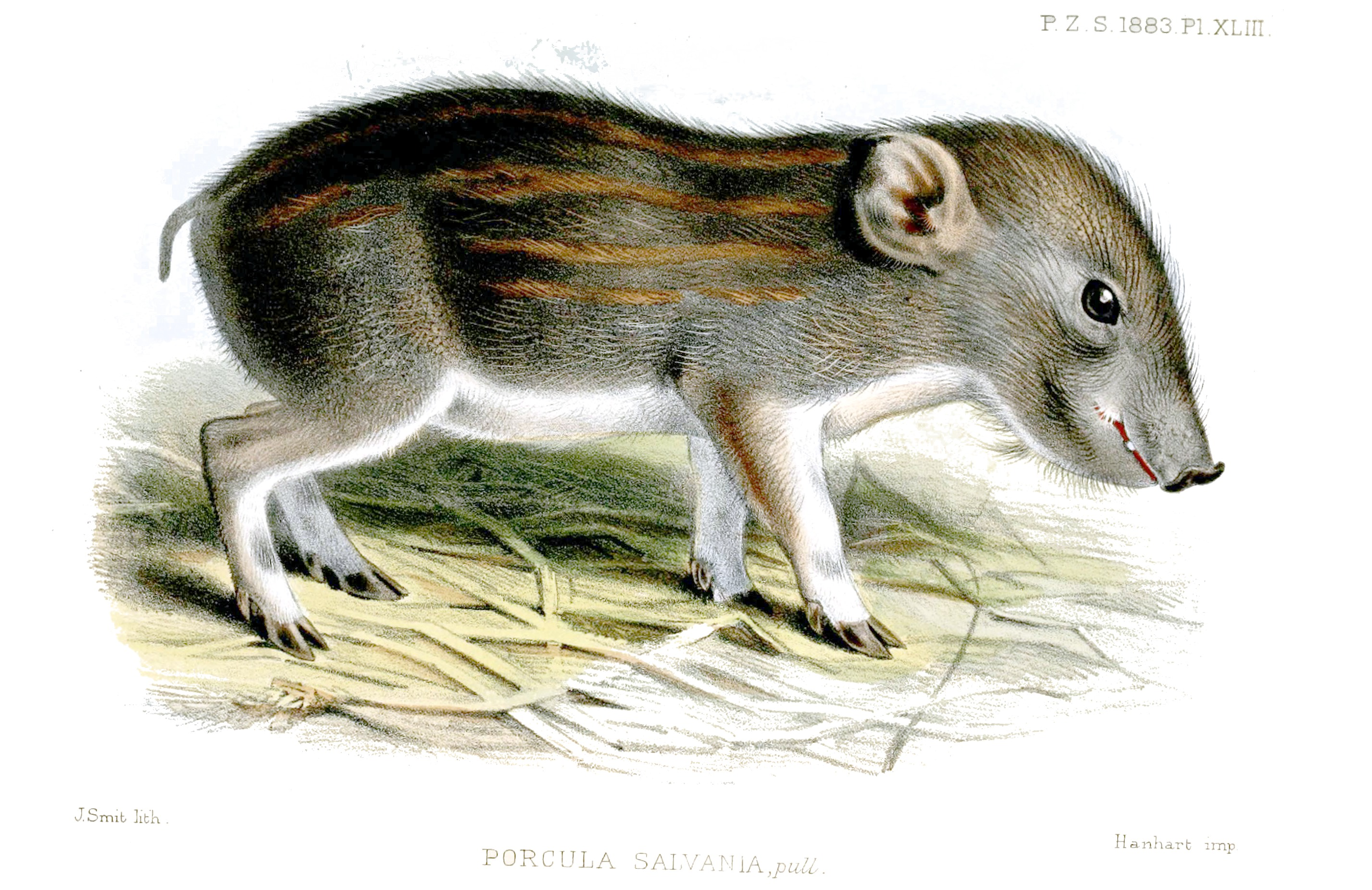
Малюнок поросяти, народженого в Лондонському зоологічному саду в 1883 році

Шкіра карликової свині сірувато-коричневого кольору, а шерсть складається з чорнувато-коричневої щетини. Його райдужна оболонка горіхово-коричнева, і він зазвичай не має бородавок на обличчі. Його голова різко звужена з невеликим чубчиком волосся на лобі та на потилиці. Має добре розвинені зуби з піднятими догори іклами та молярами із закругленими горбками. У дорослих самців з боків рота видно верхні ікла.
Як випливає з назви, карликова свиня відрізняється від інших представників Suidae надзвичайно зменшеним розміром свого тіла, і це найменший вид свиней. Доросла карликова свиня важить від 6,6 до 9,7 кг, а середній самець важить ≈ 8,5 кг. Від копита до плеча карликова свиня коливається приблизно від 20–25 см у висоту та приблизно 55–71 см у довжину. Хоча самиці лише трохи менші за самців, хвости обох статей мають приблизно 2,5 см завдовжки.

## Поведінка та екологія
Карликові свині — це соціальні тварини, які живуть невеликими сімейними групами, що складаються з однієї або двох самиць і їхнього потомства. Вони нетериторіальні, й іноді сімейні групи можуть складатися з 20 осіб. Дорослі самці, як правило, поодинокі і живуть окремо, а не в сімейній групі. Однак вони підтримують вільний контакт з основною групою сім’ї протягом року.
Карликові свині також мають дуже унікальну поведінку гніздування, яку їм дозволяють високі трави їхнього середовища проживання. У дикій природі вони будують міцні гнізда для сну, риючи невеликі траншеї, використовуючи суху траву та рослинність, щоб вистилати їх. Вони сплять у цих гніздах вночі, але також ховаються в них під час денної спеки та використовують їх, щоб зігрітися взимку. Гнізда також використовуються для пологів, а також для укриття та захисту новонароджених поросят.
Поросята народжуються сірувато-рожевого кольору та розвивають коричневу шерсть із ледь помітними жовтими смужками вздовж тіла, перш ніж вони досягнуть свого остаточного дорослого забарвлення. Середня тривалість їхнього життя в дикій природі становить від 8 до 14 років, а статевозрілими вони стають у віці одного-двох років. Розмноження відбувається сезонно перед мусонами, і після 100-денного періоду вагітності самиці народжують від двох до шести потомств, із середнім розміром посліду від трьох до чотирьох поросят.
Карликові свині ведуть денний спосіб життя і добувають їжу протягом світлового дня. Зазвичай пошук їжі триває приблизно від 6 до 10 годин на день, причому карликові свині зазвичай роблять перерву вдень, щоб врятуватися від сильної спеки. Карликові свині також всеїдні та харчуються переважно корінням, бульбами та іншою рослинною їжею, а також комахами, гризунами, яйцями, молодими птахами та дрібними рептиліями.
Карликові свині також виконують важливу екологічну роль у своїх екосистемах, оскільки, використовуючи свої морди, щоб копати їжу, вони не лише поширюють насіння рослин, але й покращують якість ґрунту. Іноді вони стають жертвами пітонів, хижих птахів та інших м'ясоїдних.